# Pollice verso (Gérôme)
Pollice verso è un dipinto a olio su tela dell'artista francese Jean-Léon Gérôme, conservato a Phoenix in Arizona.

## Descrizione
"Pollice verso" raffigura un mirmillone che ha appena sconfitto un reziario in un anfiteatro tra i cui spalti le vestali (vestite di bianco) spingono il gladiatore ad uccidere l'avversario con il celebre gesto, mentre l'imperatore resta indifferente. Nel realizzare il quadro Jean inserì molti elementi autentici, come armature e abbigliamento, o l'anfiteatro, basato sul Colosseo.
La credenza di condannare i gladiatori sconfitti con il pollice all'ingiù, tuttavia, è falsa perché derivante da un'errata interpretazione di pollex versus, che invece era riferito al tenere il pollice all'insù o di lato come una spada sguainata, mentre tenerlo nel pugno chiuso avrebbe indicato una spada nel fodero. Inoltre è improbabile che i romani condannassero spesso gli sconfitti, dato che ciò non avrebbe neanche permesso di fare esperienza per dei buoni combattimenti, che invece la gente apprezzava.

## Influenze
I produttori di Il gladiatore hanno mostrato a Ridley Scott una riproduzione di questo quadro prima di studiare la sceneggiatura del film:
(Ridley Scott.)